# Tinicum

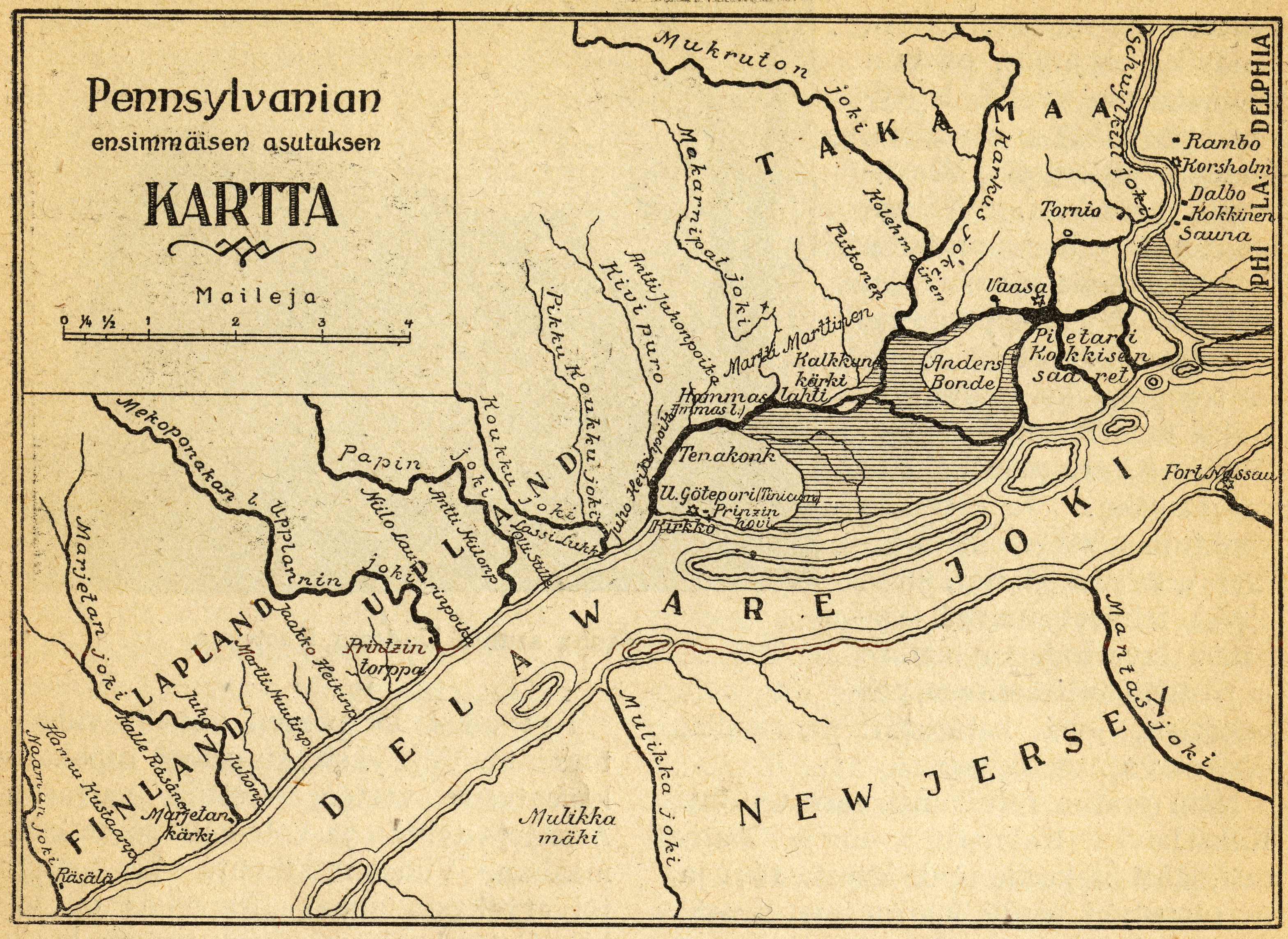
Lägeskarta för Fort Nya Göteborg.

Tinicum (engelska: Tinicum Township) är en "municipality" (kommun) nära Philadelphia i den amerikanska delstaten Pennsylvania. Kommunen är ett s.k. Census designated place och består av delområdena Essington och Lester. Tinicum grundades av de svenska nybyggarna i kolonin Nya Sverige.

## Geografi
Kommunen har en yta på cirka 22,6 km² med cirka 4 200 invånare. Arean utgörs av cirka 14, 9 km² landmassa och cirka 7,7 km² vatten, befolkningstätheten är 293 invånare / km².
Kommunen ligger i delstatens sydöstra del vid Delawarefloden i Delaware County nära Philadelphia International Airport där Lester ligger norr och Essington väster om flygplatsen.
Norr om Lester ligger det 0,8 km² stora naturskyddsområdet John Heinz National Wildlife Refuge at Tinicum uppkallad efter John Heinz. Söder om Essington ligger Tinicumön mitt i floden.

## Historik
Våren 1643 uppfördes Fort Nya Göteborg under ledning av Johan Björnsson Printz, fortet låg då på nordvästra delen av Tinicum då kallad "Tenakonk". Senare byggdes hus även vid dagens Essington, däribland gården Printzhof. Stadsvapnet innehåller en bild av Printz.
Senare blev Tinicum en del av Ridley Township, 1780 blev orten sedan ett eget township och 1921 upphöjdes orten till "First class Township" på grund av dess stora befolkning.
1801 byggdes Philadelphia Lazaretto, det första karantänsjukhuset i USA. Sjukhuset var i drift till 1893, 2005 köptes sjukhusområdet av Tinicum Township och byggnaden ska restaureras.
1938 grundades Governor Printz Park på platsen för det ursprungliga fortet i samband med 300-årminnet av Nya Sveriges grundande på initiativ av Swedish Colonial Society. Parken invigdes officiellt den 29 juni 1939 i prins Bertils närvaro. Den 5 november 1961 utsågs parken till National Historic Landmark.